# Chamaecrista kolabensis
Chamaecrista kolabensis är en ärtväxtart som först beskrevs av Kothari, Moorthy och Madhavan Parameswarau Nayar, och fick sitt nu gällande namn av Vijendra Singh. Chamaecrista kolabensis ingår i släktet Chamaecrista och familjen ärtväxter. IUCN kategoriserar arten globalt som starkt hotad. Inga underarter finns listade i Catalogue of Life.